# Taonere Banda
Bản mẫu:Infobox athlete
Taonere Banda (sinh ngày 5 tháng 6 năm 1996) là một vận động viên thể thao khuyết tật cự ly trung bình, đến từ Malawi và là người thi đấu chủ yếu trong các cự ly tầm trung trong danh mục T13. Vào năm 2016, Banda đã trở thành vận động viên đầu tiên đại diện cho Malawi tại Paralympic Games khi cô được chọn thi đấu tại 2016 Summer Paralympics ở Rio de Janeiro.

## Tiểu sử cá nhân
Banda sinh ở Malawi năm 1996. Cô được sinh ra đã bị khiếm thị.

## Sự nghiệp
Banda, được huấn luyện bởi George Luhanga, được xếp vào đã được phân loại là một vận động viên T13 trước Paralympics mùa hè 2012 tại London. Cô đủ tiêu chuẩn tham dự Paralympic London, nhưng không thể tham dự sau những vấn đề tài trợ vào phút cuối.
Bốn năm sau, cô đủ điều kiện tham gia Paralympics mùa hè 2016 tại Rio, thi đấu nội dung 1500 mét nữ (T13). Trong quá trình tham gia Thế vận hội, cô có cơ hội tham dự một trại huấn luyện, và kinh phí cho phép cô và huấn luyện viên của mình đến Brazil để trở thành vận động viên Paralympic đầu tiên của Malawi. Tầm quan trọng của thành tích của cô đã được Ủy ban Paralympics của Malawi, người đã xác nhận đã chọn Banda tham dự một sự kiện đặc biệt tại Hội đồng Thể thao Quốc gia tại Blantyre vào ngày 4 tháng 7 năm 2016. Cô đã dành 60 ngày để tham gia khóa đào tạo ở Rio cho sự kiện này, nhưng các cơ sở vật chất ở Malawi không hoàn hảo và cô được đào tạo trên một đường chạy bụi bặm, không bằng phẳng mà không có làn đường đạt tiêu chuẩn.
Ở Rio, Banda tham dự sự kiện khai mạc, và là đại diện duy nhất của đất nước, cô đã tham gia với tư cách là người mang cờ. Trong cuộc đua 1500 mét tại Rio, Banda đã bị loại trong vòng loại đầu tiên. Cô bước vào vòng đua đầu tiên một cách mạnh mẽ chiếm lấy vị trí dẫn đầu, nhưng tốc độ ban đầu của cô bị giảm ở giai đoạn sau và cô đã mất vị trí dẫn đầu trong 600 mét cuối cùng của cuộc đua để về đích thứ 4. Nỗi thất vọng hơn nữa là theo Banda khi sau cuộc đua, cô bị loại khỏi cuộc đua vì rời khỏi làn đường đua của mình.